# Gusti Huber
Gusti Huber est une actrice américaine née Auguste Barbara Huber le 27 juillet 1914 à Wieden (Vienne) (Autriche), décédée le 12 juillet 1993 à Mount Kisco (New York).

## Biographie
Elle est la mère de l'actrice Bibi Besch et la grand-mère de Samantha Mathis, elle-même comédienne.

## Filmographie
- 1935 : Tanzmusik : Hedi Baumann
- 1935 : Buchhalter Schnabel : Marlies
- 1935 : Ein Walzer um den Stephansturm : Angelika
- 1936 : Savoy-Hotel 217 : Darja Sergejewna Plagina
- 1936 : Fiakerlied : Ludmilla Berndt, Praterartistin
- 1937 : Die Unentschuldigte Stunde : Käte Riedel
- 1937 : Der Mann, von dem man spricht : Bianca Zaratti
- 1937 : Land der Liebe : Prinzessin Julia
- 1938 : Der Optimist
- 1938 : Das Mädchen von gestern Nacht : Jean Miller
- 1938 : Kleiner Mann - ganz groß! : Sabine Kolle
- 1938 : Zwischen den Eltern : Lisa Brinkmann, Journalistin
- 1939 : Marguerite : 3 : Marguerite Kranz
- 1940 : Wie konntest Du, Veronika! : Veronika Torwald
- 1940 : Herz - modern möbliert
- 1941 : So gefällst Du mir
- 1941 : Jenny und der Herr im Frack : Jenny Brink
- 1943 : Gabriele Dambrone
- 1945 : Wie ein Dieb in der Nacht
- 1945 : Am Abend nach der Oper : Julia Angerer, verheiratet Manders
- 1959 : Le Journal d'Anne Frank (The Diary of Anne Frank) : Mrs. Edith Frank